# Rathausturm (Krakau)

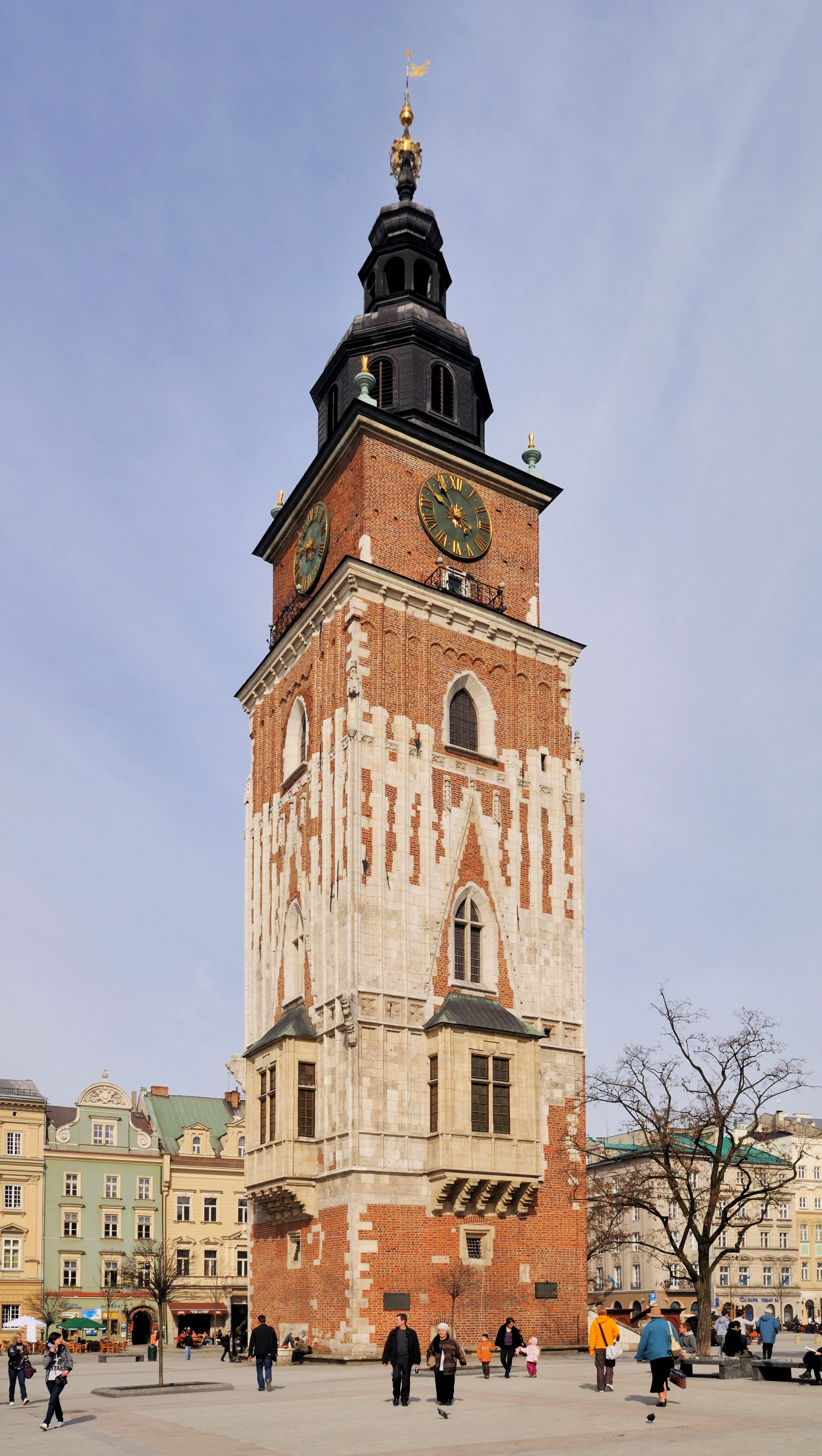
Der Krakauer Rathausturm

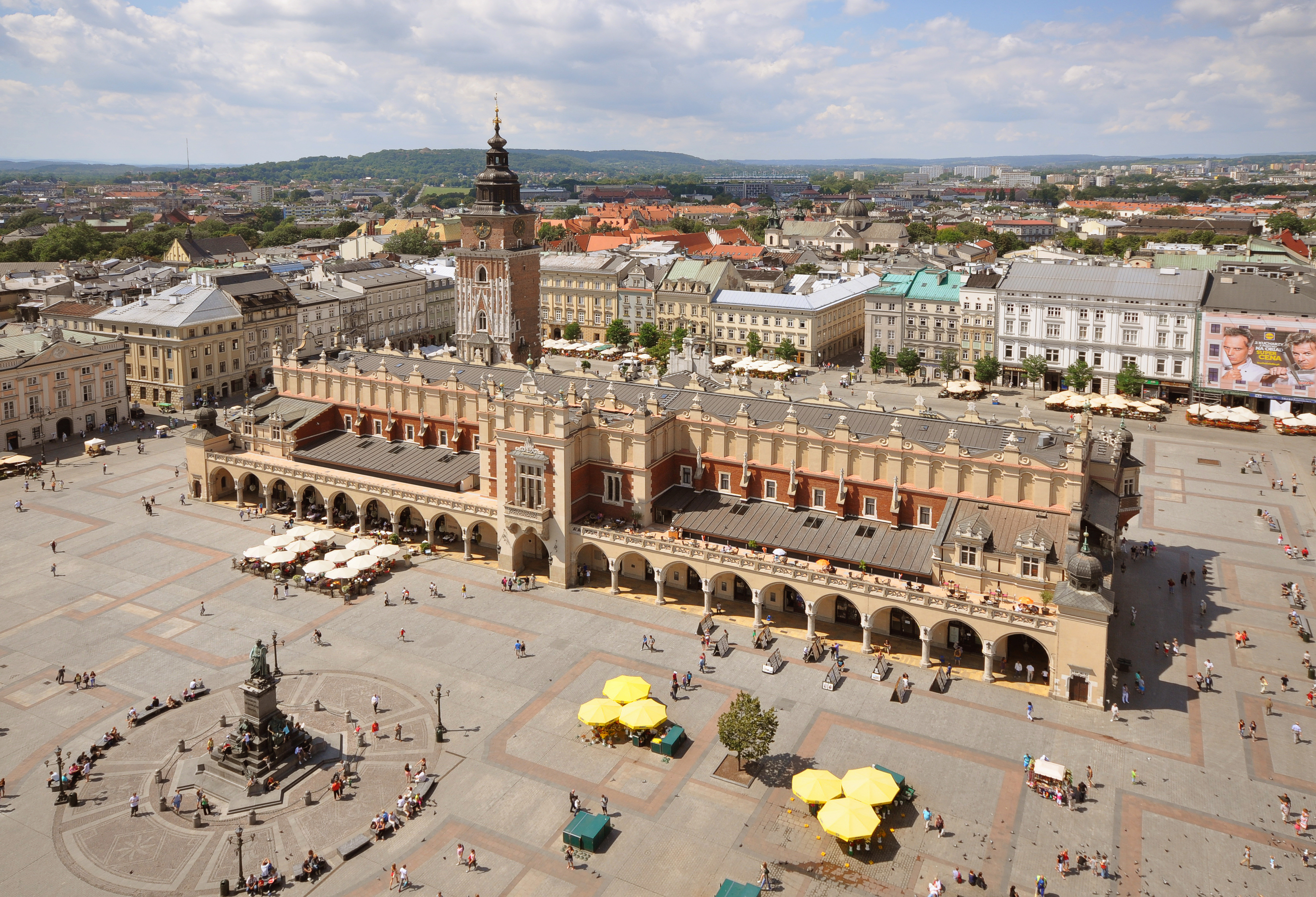
Die Lage des Rathausturms auf dem Krakauer Hauptmarkt

Der Rathausturm (polnisch Wieża Ratuszowa) ist der bis heute erhaltene Rest des im 13. Jahrhundert erbauten und wegen Baufälligkeit im 19. Jahrhundert abgetragenen Krakauer Rathauses. Er steht schräg gegenüber der Marienkirche am Rand des quadratischen, etwa 40000 m² großen Hauptmarktes Rynek Główny inmitten der Altstadt von Krakau.

## Der Turm
Der 70 m hohe Turm wurde aus Backstein und Steinblöcken errichtet und ist infolge eines Sturms im Jahre 1703 um einen halben Meter geneigt. Der Turm wird von einer barocken Haube gekrönt. Der Eingang zum Turm, von der Seite der Tuchhallen, führt durch ein gotisches Portal mit den Wappen Krakaus und Polens. Zwei steinerne Löwen, die im 19. Jahrhundert hinzugefügt wurden, säumen den Eingang.
2003 wurde zum ersten Mal nach dem Zweiten Weltkrieg Touristen der Zugang zum 4., dem höchsten Stockwerk des Turms, ermöglicht. Dort werden Uhren aus dem 16. Jahrhundert ausgestellt. Von den drei Balkonen kann man mit einem Fernrohr nach Süden, Osten und Westen sehen und hat eine weite Aussicht auf den Hauptplatz und die Tuchhallen.

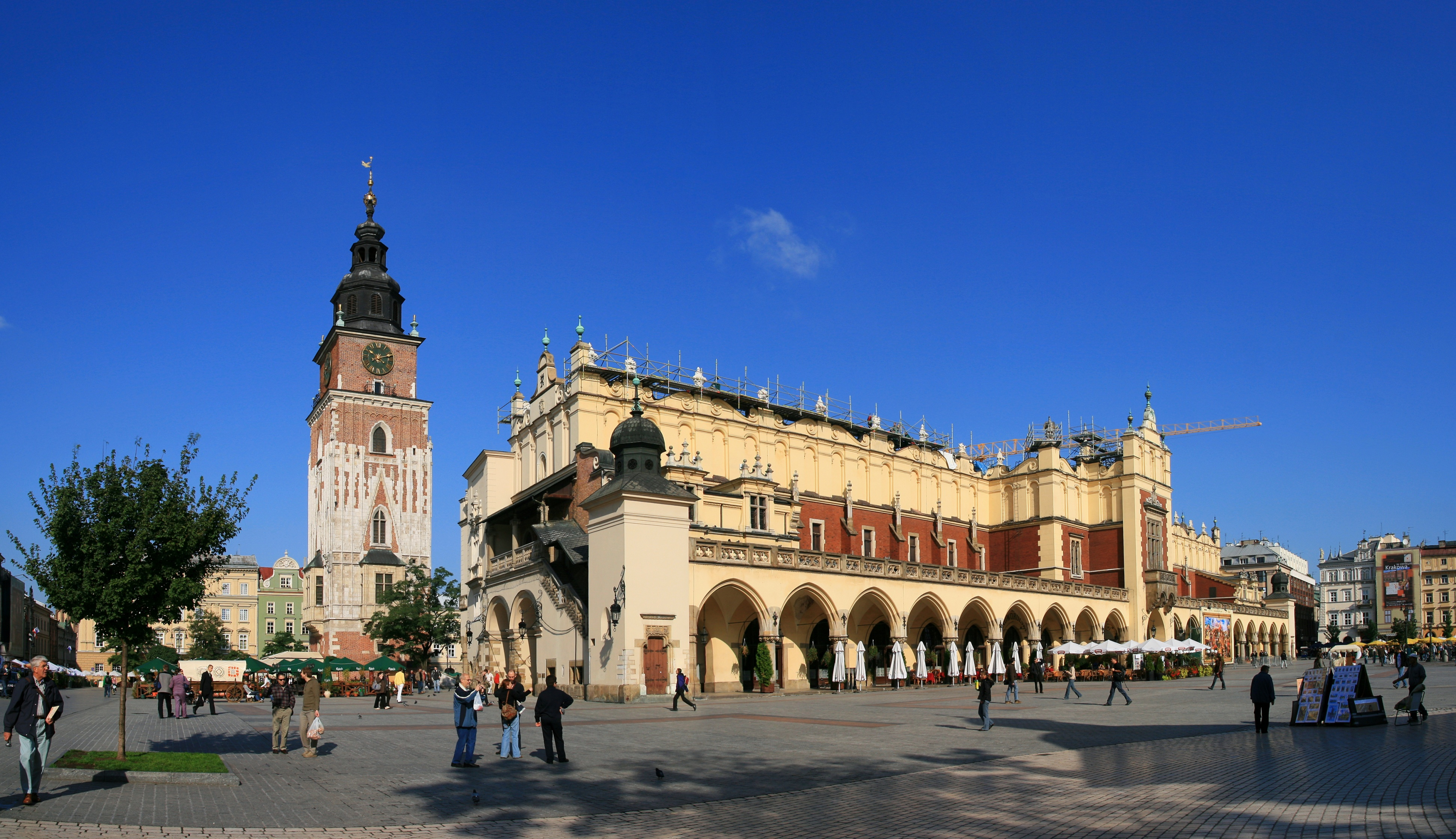
Rathausturm mit Tuchhallen im Vordergrund
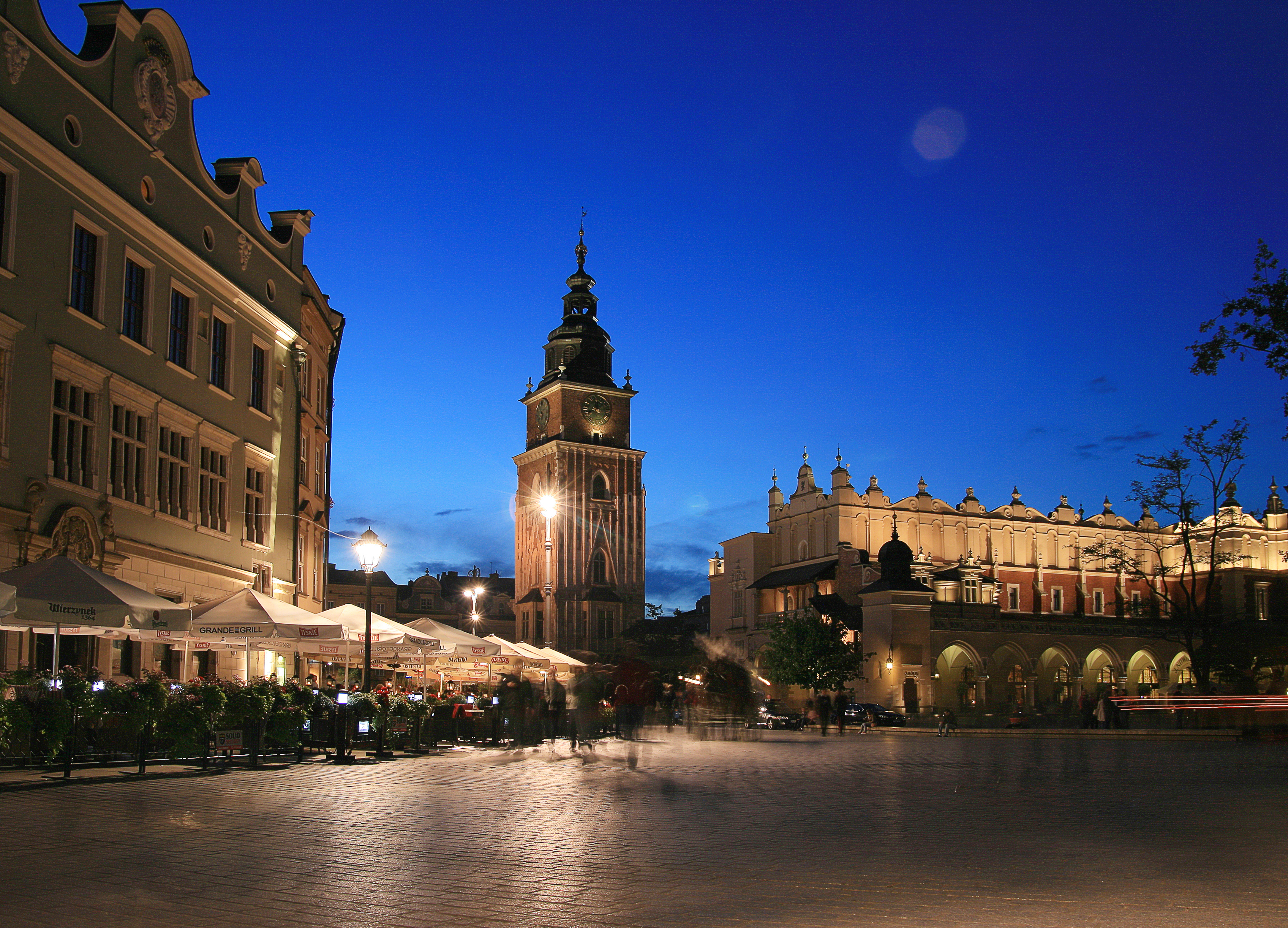
Bei Nacht
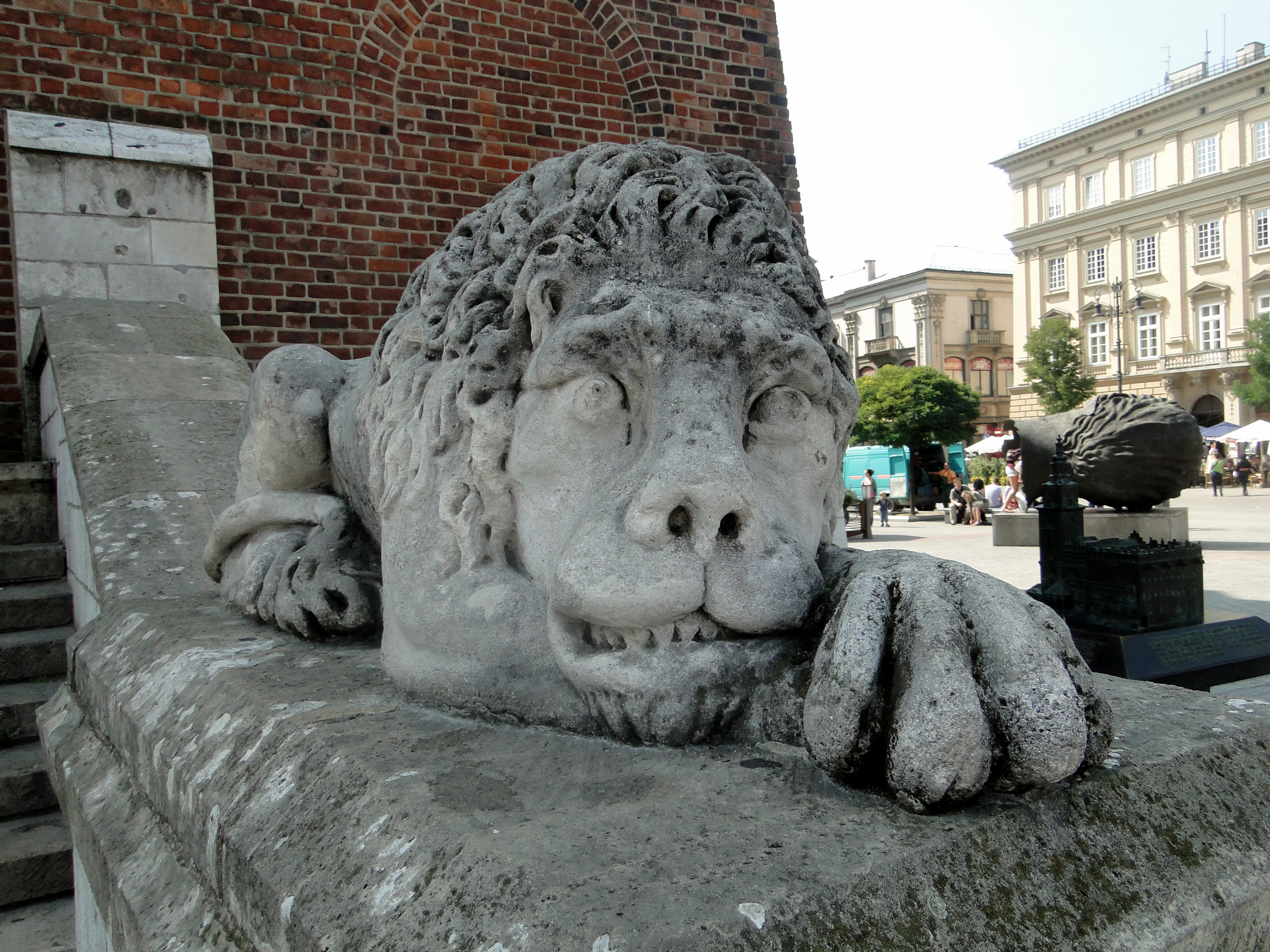
Löwe am Eingang
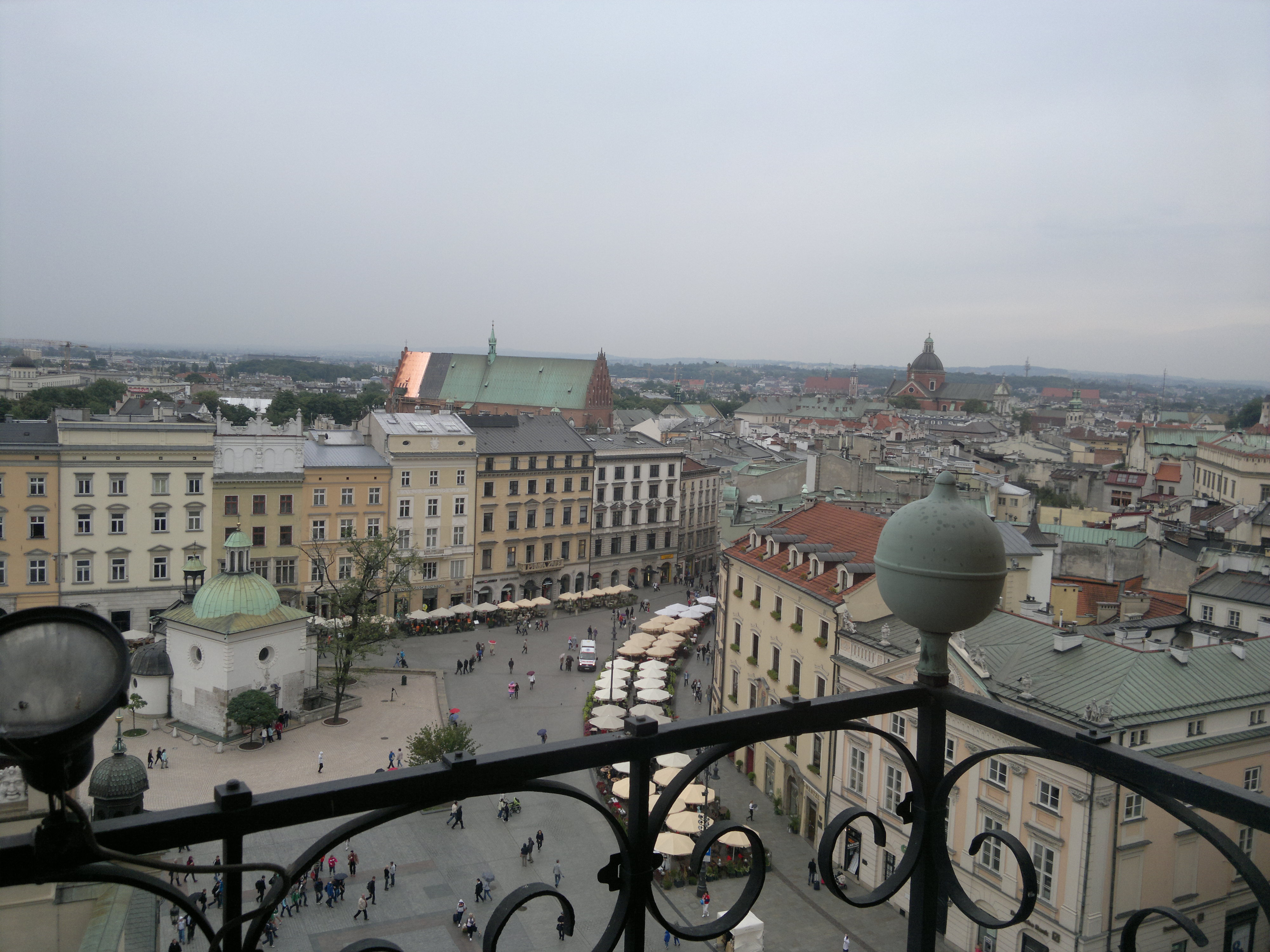
Blick vom Rathausturm

## Geschichte

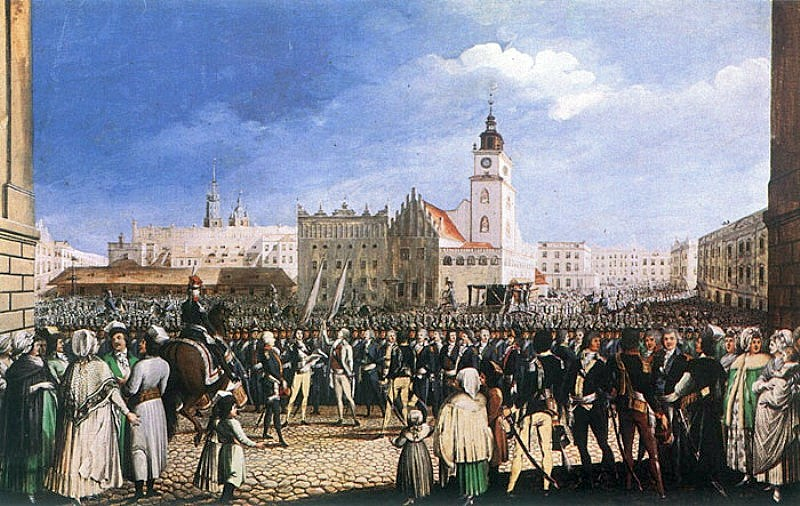
Gemälde von Michał Stachowicz – Wieża Ratuszowa im Jahre 1804

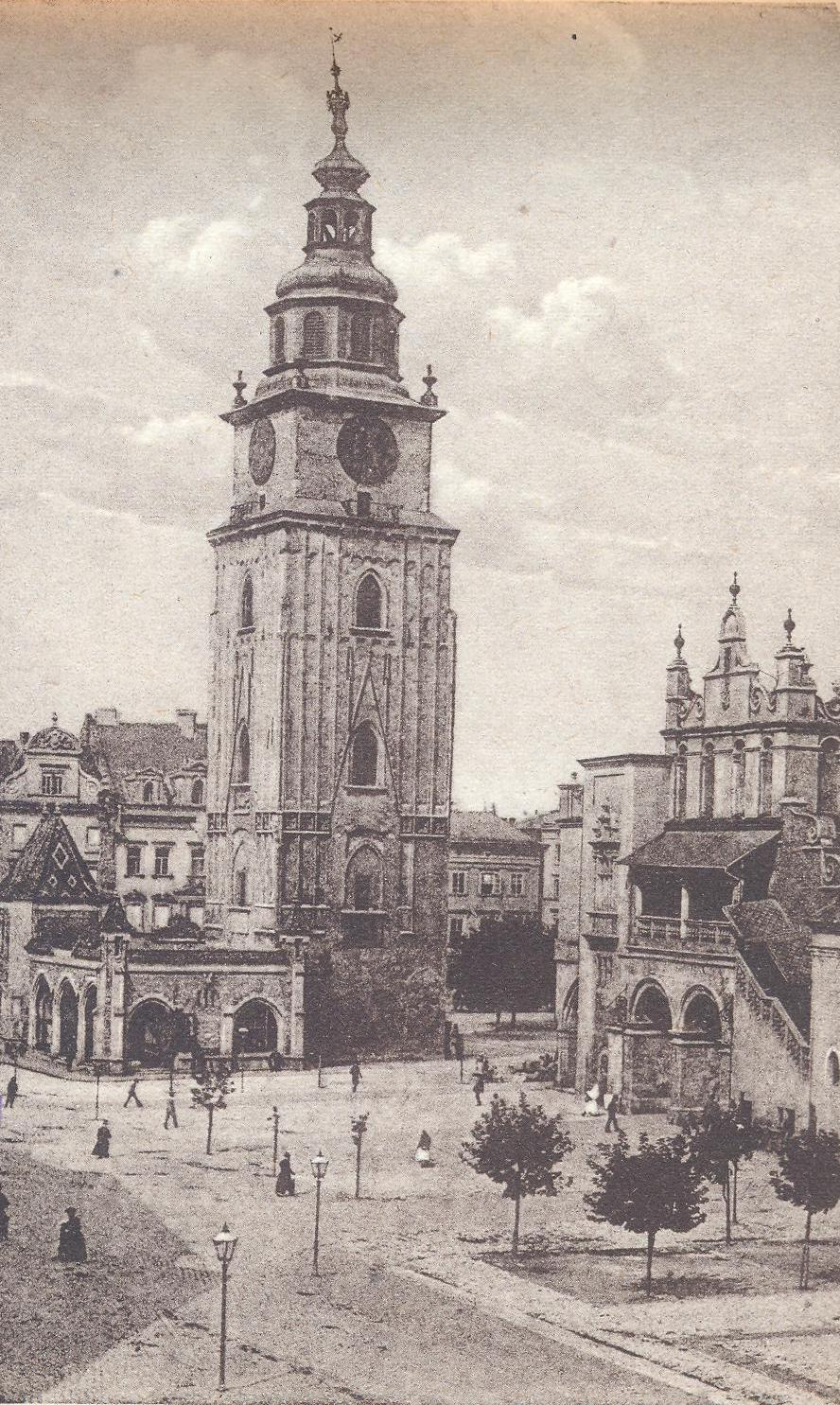
Rathausturm 1930

Das Rathaus wurde Ende des 13. Jahrhunderts  erbaut.
Das Gebäude zog sich parallel zu den Tuchhallen hin, der Turm, in dem sich Gefängnis, Folterkammer und Galgen befanden, war vom Markt durch eine Mauer abgetrennt. 1562 wurde an das Rathaus ein Getreidespeicher angebaut. Ein Feuer zerstörte 1680 die gotische Turmspitze, die 1683–1686 vom königlichen Architekten Piotr Beber durch einen neu entworfenen barocken Turmhelm ersetzt wurde, allerdings bereits 1783 zu zerbröckeln begann und ihrerseits durch eine kleinere, von Erzbischof Kajetan Sołtyk gestiftete Spitze ersetzt wurde.
Der freistehende Turm ist ein Relikt des 1820 wegen Baufälligkeit abgerissenen Rathauses, dem Sitz des Stadtrates.

## Touristik
Der Turm kann bis zur obersten Plattform täglich  über steile Stufen bestiegen werden.

## Kultur
Im Turm untergebracht ist die stadtgeschichtliche Außenstelle des historischen Museums Krakau.
Im Kellergeschoss ist eine Filiale des Volkstheaters (Teatr Ludowy), die Bühne unter dem Rathaus (Scenie Pod Ratuszem), untergebracht.